# غاندي فيغا
غاندي فيغا (بالإسبانية: Gandhi Vega)‏ (29 أبريل 1977 بتوريون في المكسيك - ) هو لاعب كرة قدم مكسيكي في مركز الدفاع. لعب مع كلوب ليون ونادي تيكوس ونادي نيكاكسا وأتلاتيكو إيرابواتو وزاكاتيبيك وColibríes de Morelos ‏ وCruz Azul Hidalgo ‏ ونادي كوريكامينوس ‏ وAlacranes de Durango ‏ وVenados F.C. ‏.

## وصلات خارجية
- غاندي فيغا على موقع قاعدة بيانات كرة القدم.إي يو (الإنجليزية)